# Whitewood (Dakota del Sur)
Whitewood es una ciudad ubicada en el condado de Lawrence en el estado estadounidense de Dakota del Sur. En el Censo de 2010 tenía una población de 927 habitantes y una densidad poblacional de 561,88 personas por km².

## Geografía
Whitewood se encuentra ubicada en las coordenadas 44°27′42″N 103°38′17″O / 44.46167, -103.63806. Según la Oficina del Censo de los Estados Unidos, Whitewood tiene una superficie total de 1.65 km², de la cual 1.65 km² corresponden a tierra firme y (0%) 0 km² es agua.

## Demografía
Según el censo de 2010, había 927 personas residiendo en Whitewood. La densidad de población era de 561,88 hab./km². De los 927 habitantes, Whitewood estaba compuesto por el 91.91% blancos, el 0.76% eran afroamericanos, el 3.67% eran amerindios, el 0.11% eran asiáticos, el 0% eran isleños del Pacífico, el 0.32% eran de otras razas y el 3.24% pertenecían a dos o más razas. Del total de la población el 2.48% eran hispanos o latinos de cualquier raza.